# Multimania
Multimania était un service d'hébergement transeuropéen de pages internet personnelles.

## Naissance d'une fusion entre deux sites
Multimania est issue du rapprochement, fin 1998, du site communautaire Mygale.org et de MultiMania Production fondé en 1995 par Michel Meyer, Olivier Heckmann, Erik Robertson, Yves Tuet et Nicolas Malherbe, éditeur du site de webzines et chats The (Virtual) Baguette. La fusion des 2 sites a donné naissance au site Multimania, qui propose toujours un service d'hébergement web, mais cette fois en intégrant de la publicité au sein des pages web ; ceci a entraîné les premières mobilisations en faveur d'un web non marchand de la part des utilisateurs de Mygale. La direction de l'ensemble revient à Michel Meyer et la direction générale à Olivier Heckmann. Le fondateur de Mygale.org, Frédéric Ciréra devient directeur technique de Multimania mais quitte la société au bout de six mois.
En 1999, Multimania devient le troisième site web francophone en termes de visiteurs. Ses principaux concurrents sont alors Chez.com, intégré au sein de Tiscali avant d'être relancé par Free, et iFrance, racheté par Vivendi puis ACC.

## Rachat par Lycos
En mars 2000, avec l'euphorie de la bulle Internet, Multimania entre en bourse et le cours de l'action explose, valorisant la société plus de 600 M€ le premier jour de sa cotation. Après l'éclatement de la bulle internet, le cours de l'action baisse fortement. Multimania est alors racheté en janvier 2001 par Lycos Europe pour un montant de 222 M€. La mise en place d'un nouveau type de publicité, particulièrement intrusif, et le développement des blogs ont contribué au déclin du service, qui au début des années 2000 était utilisé par plus d'un million de membres.

## Rachat par Conversis
En 2009, Conversis rachète Multimania. Des portails porteurs de la marque s'ouvrent alors dans toute l'Europe au détriment de Tripod qui était la marque phare de l'hébergement gratuit Lycos en dehors de la France. Depuis ce rachat, Multimania semble être à l'abandon. En effet, le FTP est indisponible et le forum déserté par les responsables. Les sites sont indisponibles depuis.